# Two Worlds
Two Worlds ist ein Action-Rollenspiel des polnischen Entwicklungsstudios Reality Pump. Es wurde in Europa am 9. Mai 2007 von Zuxxez Entertainment veröffentlicht, wo es zunächst für Windows-PCs erschien. Die Xbox-360-Version erschien knapp vier Monate später am 31. August 2007. Die Veröffentlichung in Nordamerika erfolgte über Zuxxez' Tochterunternehmen TopWare Interactive, Inc. in Zusammenarbeit mit SouthPeak Interactive. Mit Two Worlds 2 erschien 2010 ein Nachfolger.

## Handlung
Der Spieler schlüpft in die Rolle eines namenlosen jungen Kopfgeldjägers, dessen Schwester Kira von einem Bösewicht namens Reist entführt wurde. Nach monatelanger vergeblicher Suche wird der Held von Reist Tungard kontaktiert. Für die Freilassung seiner Schwester soll er fünf Teile eines Relikts suchen, mit dessen Hilfe der Kriegsgott Aziraal befreit werden kann. So gerät der Held mitten hinein in den Machtkampf zwischen längst vergessenen Göttern. In der riesigen Welt Antaloor muss der Held nun viele verschiedene Aufgaben lösen, die seinen Charakter weiterentwickeln oder dem Haupthandlungsstrang – Befreiung der Schwester – dienen.
Die Suche nach den fünf Teilen des Amulettes führt den Helden von den Gletschergebieten hoch im Norden bis zu den Wüsten- und Vulkangebieten tief im Süden quer durch die Welt von Antaloor. Im Zentrum des Landes liegt die kaiserliche Hauptstadt Cathalon am Ufer des Flusses Gon, der Antaloor vom Nordosten bis zum Südwesten durchzieht. Die Welt ist etwa 60 km² groß (35 km² Oberwelt, 25 km² Unterwelt) und beherbergt fünf große Städte und mehr als 50 Dörfer sowie zahlreiche Höhlen und andere versteckte Orte.

## Völker
Die Spielwelt von Two Worlds wird von einer Vielzahl unterschiedlicher Wesen bevölkert. Diese lassen sich zu sieben Völkern zusammenfassen.
- Menschen: Die Menschen bewohnen das Königreich Cathalon mit seiner gleichnamigen Hauptstadt im Herzen Antaloors. Sie organisieren sich hauptsächlich in Städten und Dörfern o. ä. Gemeinschaften. Die Menschen haben den Großteil der Spielwelt besiedelt und besitzen somit eine gewisse Vormachtstellung, jedoch werden sie von den aus Süden anrückenden Orks zurückgedrängt

- Zwerge: Die Zwerge bevölkern den gebirgsreichen Norden der Spielwelt. Die Hauptstadt ihres Reiches nennt sich Yarmalin. Die Zwerge bilden ein sehr geheimnisvolles Volk, es ist nicht sehr viel über sie bekannt.

- Serpents: Diese schlangenähnlichen Wesen leben auf einer Halbinsel im Südwesten Antaloors. Während des Krieges ist ein Großteil ihres Reiches im Meer versunken. Die Hauptstadt der Serpents nennt sich Ashos und ist eine wichtige Hafenstadt und Knotenpunkt des Handels, angeblich existieren von dort aus geheime Verbindungen zu versunkenen Tempelstädten. Die Serpents verehren den Gott des Wassers und der Stürme Yatholen.

- Orks: Die Orks bildeten früher eine mächtige Rasse, nachdem der Krieg aber verloren war und ihr Gott Aziraal verbannt wurde, wurde ihr Volk größtenteils zerschlagen. Sie lebten in vielen Clans über den ganzen Süden Antaloors verteilt. Allerdings hat sich die Mehrzahl wieder in der Hauptstadt der Orks - GorGammar - gesammelt. Mittlerweile haben die Orks zu neuer Stärke gefunden und einen neuen Krieg begonnen.

- Elfen: Die Elfen bevölkern den Nordwesten Antaloors. Sie leben sehr zurückgezogen, man bekommt kaum etwas von ihnen mit. Aufgrund dieser Abgrenzung ist nicht viel über sie bekannt.

- Groms: Die Groms bilden wilde Barbarenstämme in ganz Antaloor und machen dort die Gegend unsicher. Sie organisieren sich in Kriegslagern, deren Führung ihre Schamanen innehaben.

- Varns: Die Varns sind ein sehr angriffslustiges Volk, welches meist in Wüsten- oder Savannengebieten in Antaloor anzutreffen ist. Varns sind zur Hälfte Schakal zur anderen Hälfte Mensch.

- Monster: Des Weiteren gibt es noch viele verschiedene Monster, die in der gesamten Wildnis Antaloors zu finden sind. Sie organisieren sich teils in Rudeln, teils sind sie Einzelgänger. Bei jedem besiegten Monster findet der Spieler eine nützliche Zutat für bestimmte Tränke.

## Spielprinzip
Zu Beginn des Spiels hat man einen Kopfgeldjäger auf Level 0, der allerdings bereits gewisse Kampffähigkeiten besitzt. Diese gilt es auszubauen und neue zu erlernen. Im Interface des Helden ist links der persönliche Entwicklungsbereich zu sehen, in den man die 5 Punkte, die man pro Level-Up bekommt, in Leben, Stärke, Geschick oder Willenskraft verteilen kann. Rechts befindet sich die verschiedenen Fähigkeiten, bei denen man sich entscheiden muss, in welche Richtung man seinen Charakter entwickelt (z. B. Nahkämpfer, Fernkämpfer, …). Zu Beginn stehen nicht alle Fähigkeiten zum Ausbau zur Verfügung. Der Held kann aber gegen Bezahlung bei Lehrmeistern in den Dörfern und Städten diese zusätzlichen Fähigkeiten erlernen (Kampffertigkeiten, Magie, spezielle Tricks etc.). Neu hierbei ist, dass es sogenannte Seelenmeister im Spiel gibt, die einem falsch gesetzte Fähigkeitenpunkte gegen Bezahlung wieder zurückgeben. Fähigkeitenpunkte bekommt man für das Lösen von Quests, für besondere Kampfattacken, das geschickte Öffnen von Schlössern etc.
Da die Fähigkeiten unabhängig voneinander sind, kann der Spieler seinen Charakter nach Lust und Laune entwickeln. Zu erlernen sind Kampffähigkeiten passiver oder aktiver Art, der Umgang mit Pfeil und Bogen, spezielle Tricks (Waffe entreißen, …) und Meuchelmord sowie fünf Zauberrichtungen. Diese lernt man in den Zauberschulen der Erdmagie, Feuermagie, Wassermagie, Luftmagie und in der geheimen Nekromantie.
Das Spiel weist gewisse Besonderheiten auf. So erscheinen Gegenstände wie etwa Rüstungen und Schwerter nicht mehrere Male im Inventar, sondern lassen sich stapeln. Dabei erhalten sie eine zufallsgenerierte Aufwertung. Eine andere Idee sind die so genannten „Dirty Tricks“. Diese „unfairen“ Methoden beeinträchtigen den Gegner im Kampf, z. B. kann ihm Sand in die Augen gestreut werden. Darüber hinaus hat jede Aktion, die der Held vollzieht, eine Auswirkung auf den Spielverlauf. Einige Quests können beispielsweise nicht gelöst werden, wenn der Held sich für Zusammenarbeit mit der einen oder anderen Partei entscheidet.
Beim Magiesystem kann der Held bis zu drei Zauberkarten in ein Amulett legen und diese Zaubersprüche dann ausführen. Das heißt, der Held sammelt im Laufe des Spiels Magiekarten der fünf magischen Zauberschulen und kann nach Erlernen frei entscheiden, welche Zauberkarte er für welche Aufgabe benutzen möchte. Des Weiteren lässt sich jeder Zauber durch maximal drei sogenannte „Booster“ aufwerten um bspw. den Manaverbrauch zu senken oder den Wirkungsgrad eines Zaubers zu erhöhen.
Eine weitere Besonderheit stellt das Alchemie-System dar. Der Spieler kann hierbei bis zu fünf unterschiedliche Zutaten frei zusammenstellen, um daraus Tränke oder Fallen herzustellen.

## Technik

### Grafik
Für die Grafik des Spiels wurde keine fertige Grafik-Engine lizenziert. Stattdessen wurden zahlreiche Tools eigens für das Spiel neu erstellt. So wird beispielsweise die Vegetation mit Hilfe von „TreeGen“ erzeugt. Die Animationen der Spielfigur und der Nicht-Spieler-Charaktere (NSC) wurden unter anderem mit dem Motion-Capture-Verfahren aufgenommen. So entstanden beispielsweise über 500 nichtmagische Kampfszenen. Über 600 verschiedene Waffen und mehr als 1000 Rüstungsmodelle wurden in das Spiel integriert.

### Musik
Der etwa 120 Minuten lange, orchestrale Soundtrack des Spiels wurde vom deutschen Komponisten Harold Faltermeyer komponiert und eingespielt. Faltermeyer wurde weltbekannt durch die Komposition der Titelmusik Axel F des Films Beverly Hills Cop.
| Nr. | Soundtrack-Titel     | Länge |
| --- | -------------------- | ----- |
| 1   | Two Worlds           | 5:23  |
| 2   | Play the Game        | 4:44  |
| 3   | Siege of Cathalon    | 6:45  |
| 4   | Ashos                | 3:02  |
| 5   | Cathalon             | 3:46  |
| 6   | Bot Moss Forest      | 2:25  |
| 7   | Desert Attack        | 3:42  |
| 8   | Grom Town            | 4:38  |
| 9   | Magta Lahjar         | 4:39  |
| 10  | Gor Gammar           | 2:42  |
| 11  | Opala                | 4:01  |
| 12  | Love Conquers        | 5:10  |
| 13  | Magta Lahjar (remix) | 3:21  |
| 14  | Tharbakin            | 2:44  |
| 15  | Maasarah             | 4:06  |
| 16  | Purgatory            | 5:44  |
| 17  | Hades                | 3:15  |

### Sprachausgabe
Für die deutsche Sprachausgabe wurden einige bekannte Synchronstimmen seitens des Publishers angeworben. So leiht Dietmar Wunder (Synchronstimme von z. B. Daniel Craig) dem Helden des Spiels seine Stimme und Martina Treger (Sharon Stone) spricht Kyra, die Schwester des Helden. Des Weiteren sind in wichtigen Rollen noch Christian Rode, Hans-Jürgen Wolf, Kaspar Eichel und Raimund Krone zu hören.

### Kopierschutz
Die DVD ist nicht durch einen Kopierschutz vor dem Vervielfältigen gesichert. Stattdessen muss das Spiel per Internet oder Telefon-Hotline beim erstmaligen Installieren und bei jedem Tausch einer Hardware-Komponente aktiviert werden.

## Add-ons
Zu Two Worlds gibt es die vom Hersteller veröffentlichten Add-ons, die jedoch nur für die PC-Version verfügbar sind, Tainted Blood (erschienen Mai 2008) und Curse of the Souls (erschienen Mai 2009). Sie bieten jeweils neue Gebiete, Aufgaben und Ausrüstungsgegenstände, allerdings nur für den Mehrspielermodus. Beide sind Teil regulärer Patches und von der offiziellen Seite des Spiels herunterzuladen.

## Rezeption
Das Spiel erhielt laut Wertungsaggregator Metacritic gemischte beziehungsweise durchschnittliche Wertungen, wobei die PC-Fassung etwas besser abschnitt als die Version für Xbox 360. Das deutschsprachige PC-Spielemagazin GameStar kam hingegen auf eine vergleichsweise hohe Wertung von 85 Prozent. Man verglich das Open-World-Rollenspiel mit den ein Jahr zuvor erschienen Genrevertretern Gothic 3 und Oblivion. Wie die Konkurrenten kämpfe aber auch Two Worlds zu Release mit vielen Bugs.

„Großartiges Rollenspiel mit kleinen Macken.“

Etwas verhaltener war da die Rezension von IGN. Zwar hätten die Entwickler genau gewusst, was sie erreichen wollten und ein Spiel mit enormer Tiefe erschaffen, doch seien sowohl die PC- als auch die Xbox-360-Fassung von Fehlern geprägt. So könne Two Worlds nicht den eigentlichen Schlüssel zu Oblivions Erfolg kopieren: “mainstream appeal” (Massentauglichkeit). Für Eurogamer war der Umfang im Vergleich zum zeitfressenden Oblivion enttäuschend. Man berichtete von einer Spielzeit knapp unter 17 ½ Stunden. Laut 4Players wirke das Spiel auf Xbox 360 technisch veraltet.

## Two Worlds 2
Am 9. November 2010 erschien der zweite Teil, der ursprünglich als Add-on mit dem Titel Two Worlds: The Temptation angekündigt war, dann jedoch in einen Vollpreistitel umgewandelt wurde. Die Handlung spielt fünf Jahre nach dem ersten Two Worlds. Laut Aussage der Entwickler hat man die vielfältige Kritik am ersten Teil analysiert und versucht dieser durch Verbesserungen gerecht zu werden.
Two Worlds 2 hat sich im Startmonat mehr als eine Million Mal verkauft.
Im Test von Looki erreichte die PC-Version von Two Worlds 2 eine Wertung von 78 Prozent. Als positiv wurden vor allem die hübsche und interessante Spielwelt mit vielen kleinen Abenteuern sowie der Mehrspielermodus hervorgehoben. Abgesehen von kleineren Fehlern bemängelte das Magazin vor allem die nicht vollständig auskundschaftbare Spielwelt und Komplikationen bei der Bedienung.
Bei Metascore erreichte die PC-Version des Spiels einen Metascore von 75 und die Xbox-360-Version eine Metascore von 67.